# Cistus libanotis
Cistus libanotis, romerina, falso romero  o jara del Líbano es una especie de planta de flores perteneciente a la familia Cistaceae es nativa de la península ibérica.

## Características
Es una planta que presenta hojas lineares con nervio central muy marcado, lampiñas en el haz, pero cubiertas de pelos en el envés. En las flores los pétalos presentan una mancha amarilla en la base. El fruto es una cápsula de seis válvulas.

## Hábitat
Crece en arenales costeros bajo pinos juntamente con plantas del género Calicotome, Halimium, Scilla etc.

## Distribución
Es un endemismo del suroeste de la península ibérica. De la provincia Gaditano-Onubo-Algarviense.

## Taxonomía
Cistus libanotis fue descrita por Carlos Linneo y publicado en Syst. Nat., ed. 10. 2: 1077. 1759
Etimología
Cistus: nombre genérico que deriva del griego kisthós latinizado cisthos = nombre dado a diversas especies del género Cistus L. Algunos autores pretenden relacionarla, por la forma de sus frutos, con la palabra griega kístē = "caja, cesta".
libanotis: epíteto
Sinonimia
- Cistus bourgaeanus Coss.
- Halimium libanotis (L.) Lange
- Halimium rosmarinifolium Spach
- Helianthemum libanotis (L.) Willd.
- Libanotis umbellata (L.) Raf.[4]